# Дом губернатора (Уфа)
Дом губернатора — архитектурный памятник Уфы. Находится на пересечении улиц Советской и Тукаева. Является памятником архитектуры местного значения.

## История
Большой трёхэтажный дом для уфимского губернатора был возведён в 1832—1838-е гг. по проекту архитектора А. Д. Захарова. Здание построено в стиле русского классицизма середины XIX в. Архитектор А. А. Гопиус удачно привязал проект дома к сложному рельефу местности над рекой Белой. В дальнейшем к дому губернатора были пристроены канцелярия и галерея.
Дом губернатора завершил ансамбль Соборной площади, ставшей административным центром города. Здесь же разместились Присутственные места, губернская мужская гимназия, Духовная семинария и Воскресенский кафедральный собор.
После Октябрьской Революции 1917 г. в бывшем доме губернатора расположились Уфимский совет рабочих и советских депутатов и губернский революционный комитет, так что с 1 мая 1918 г. он назывался «Советский дом».
В 2001—2002 гг. здание было отреставрировано по проекту архитектора Ю. А. Пацкова. После реконструкции памятник понес невосполнимые потери: с крыши исчезли флюгера, пропала терраса и чугунный козырек над входом, колонны утратили ионический ордер, а в интерьере изменился вид парадной лестницы. Ныне здесь располагается Министерство здравоохранения Республики Башкортостан. Рядом с бывшим домом губернатора находится Софьюшкина аллея.

## Интересные факты
- Первый в Уфе почтовый ящик был установлен в 1904 году в Губернаторском Доме.